# Île Joukiv
L'île Joukiv est une île ukrainienne située sur le Dniepr à Kiev, la capitale du pays.

## Présentation
C'est une réserve naturelle classée. Exemple d'espèces protégées :
- Salvinia natans,
- Orchis incarnat,
- Mâcre nageante,
- Aldrovanda vesiculosa.

En 1869 est attesté une église en bois alors que l'île appartenait à la Laure de Kiev-Petchersk.

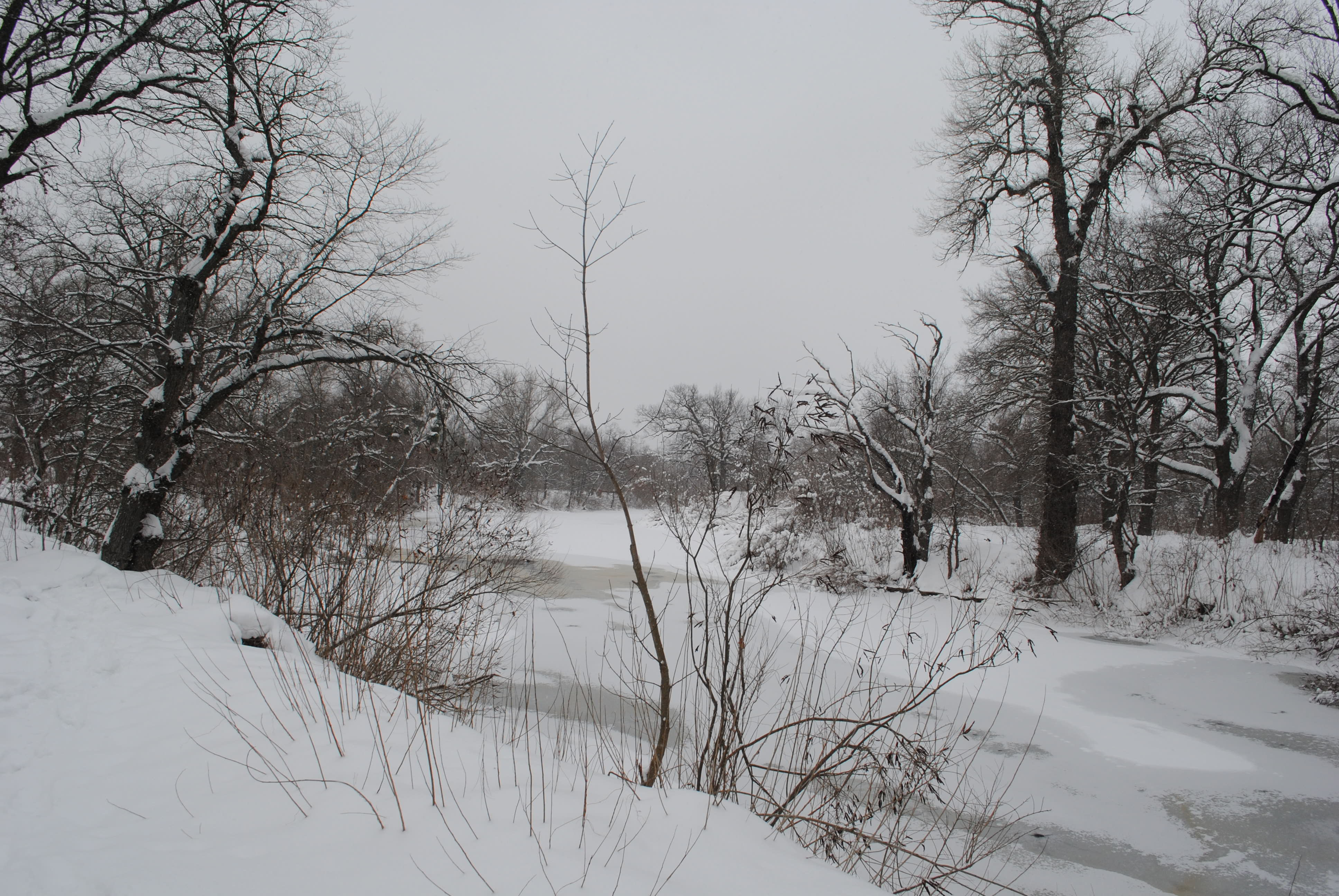
En hiver
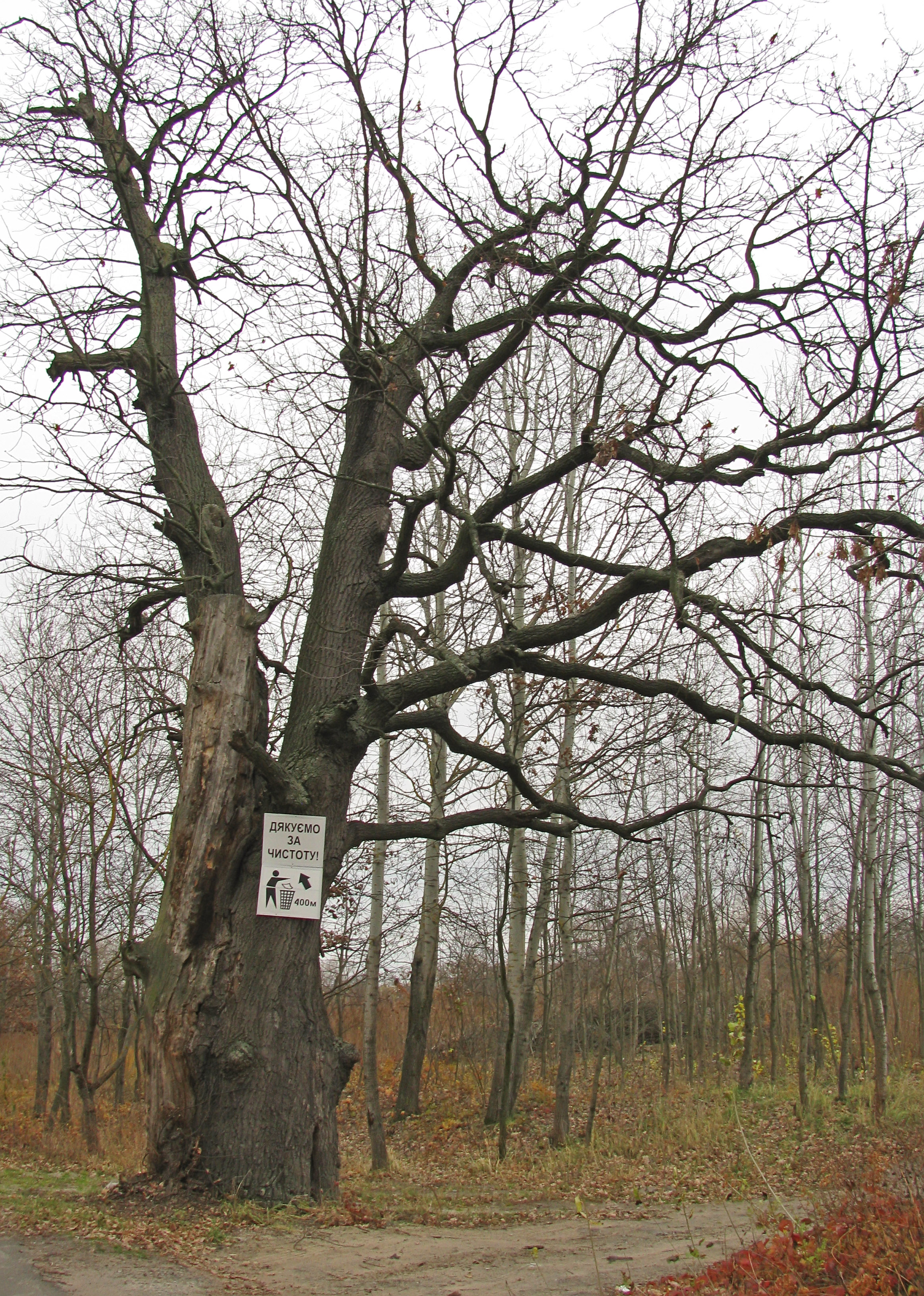
arbre remarquable,
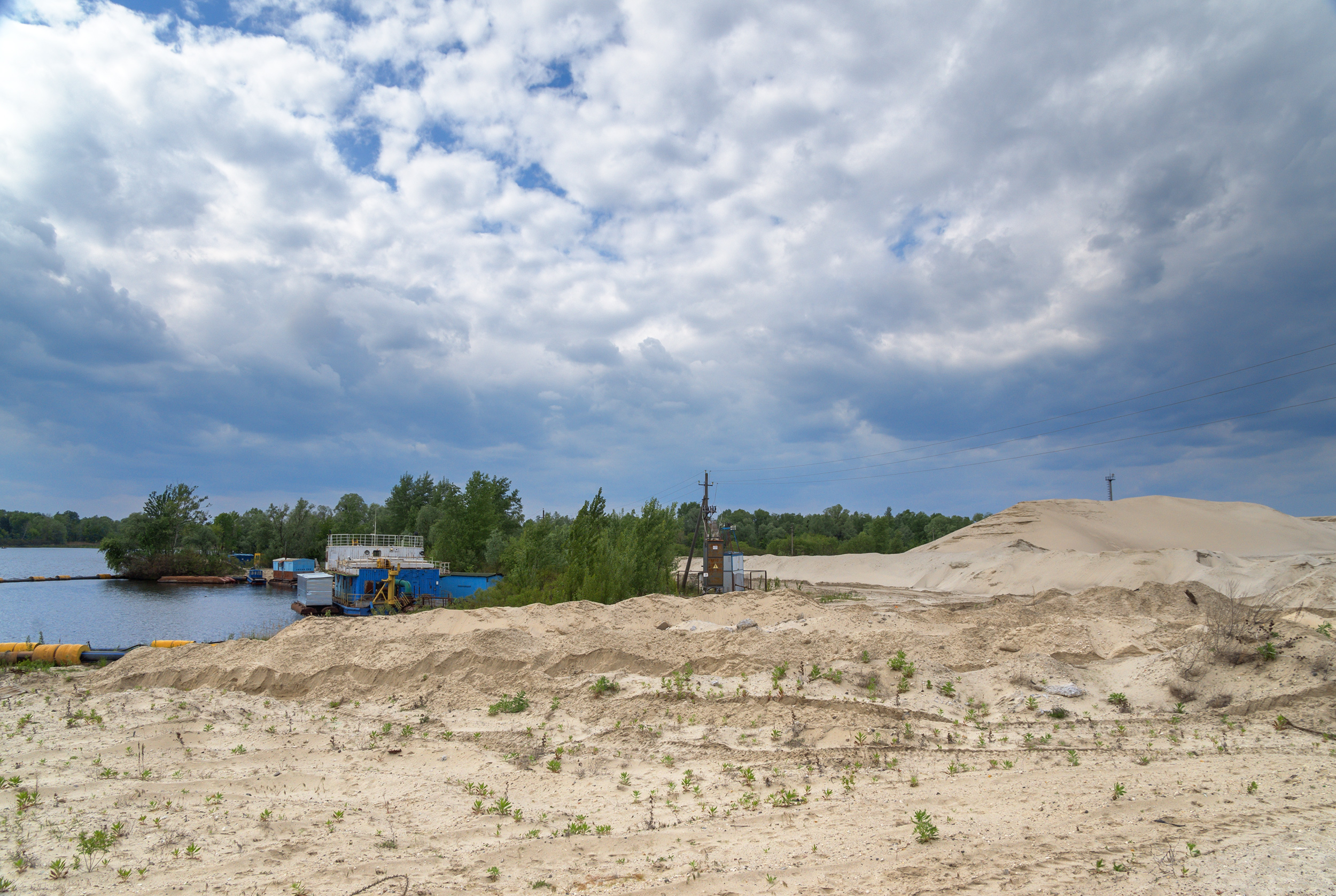
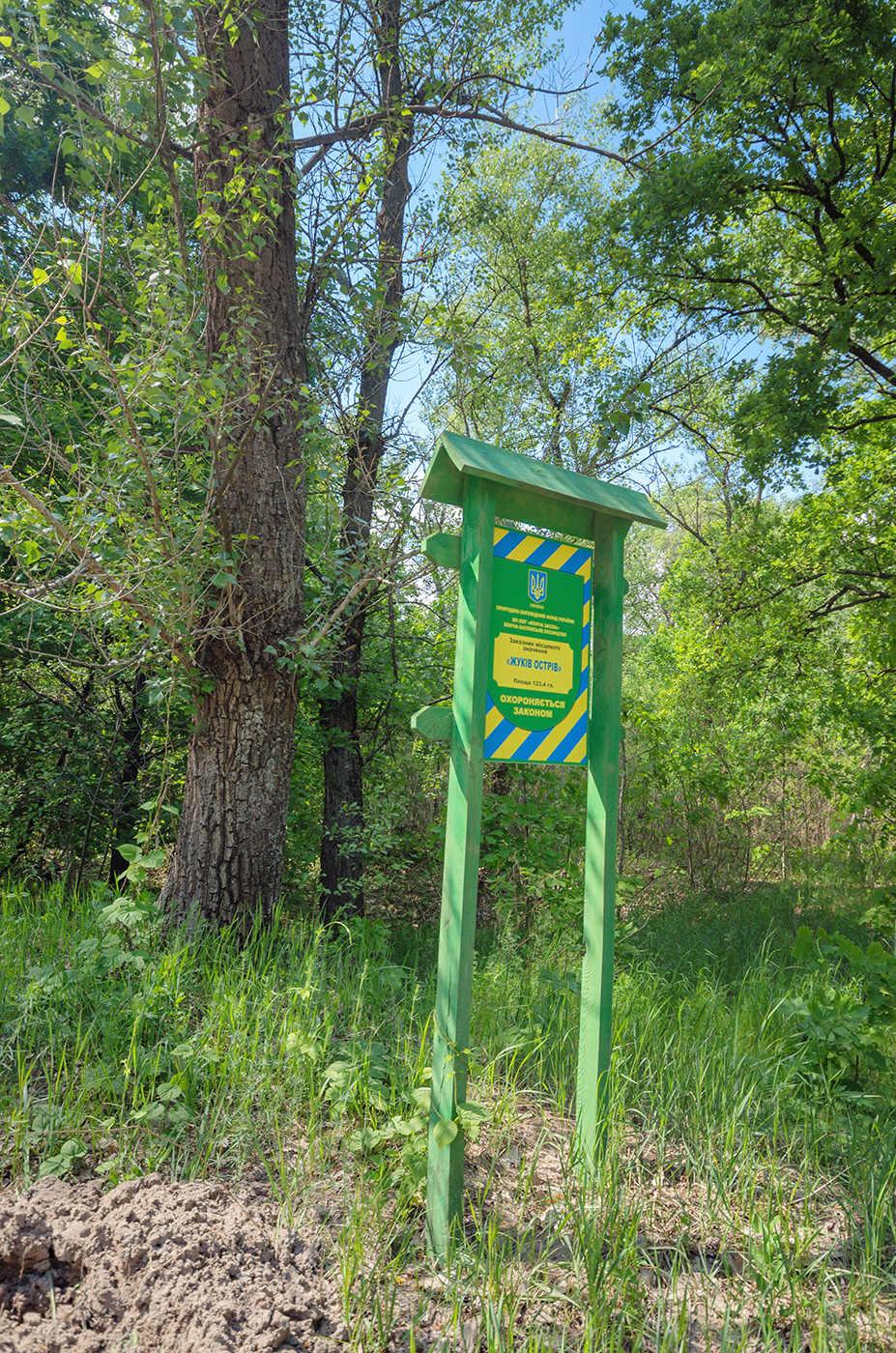
zone protégée,
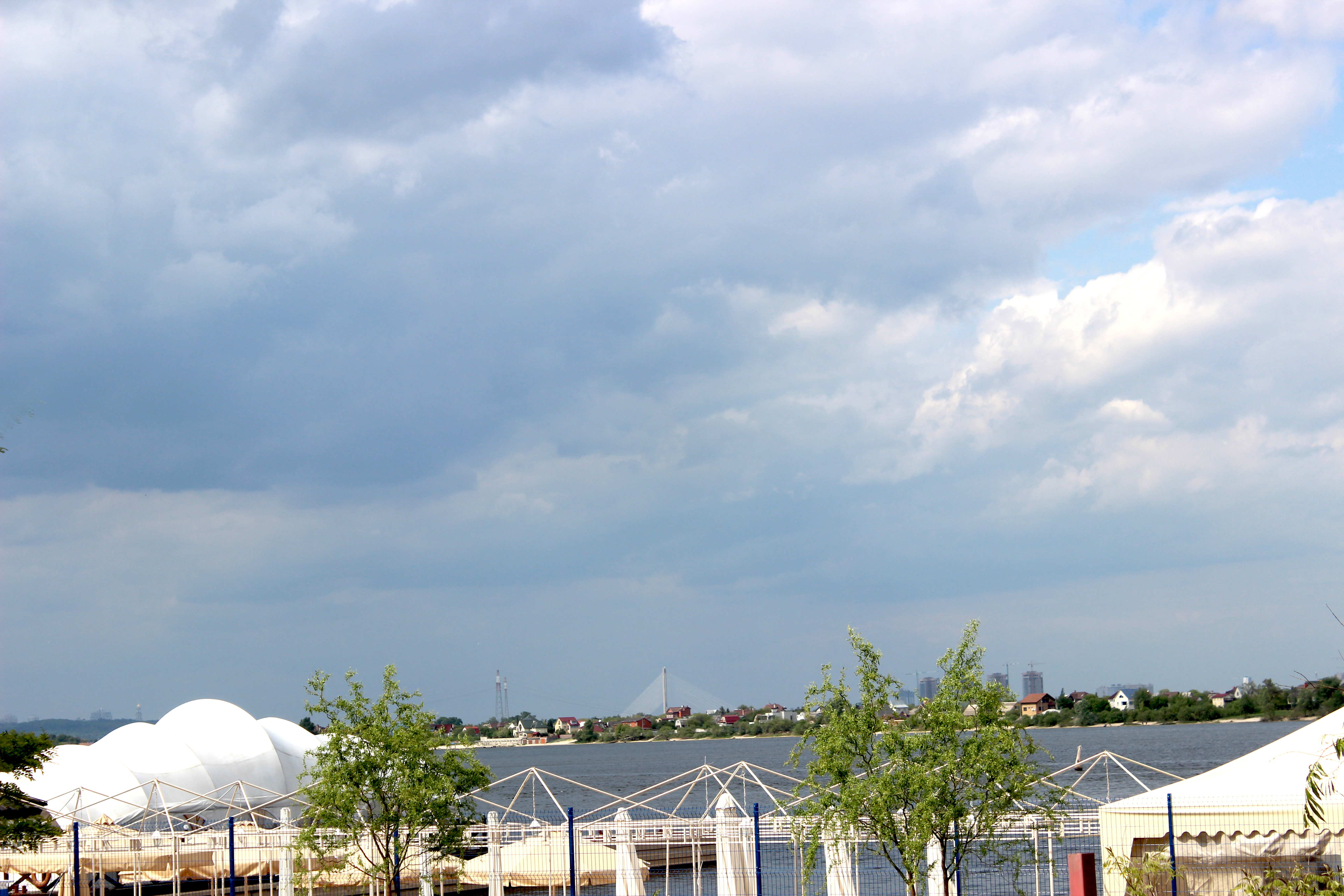
île incluse dans la ville.